# L'eredità della vecchia signora
L'eredità della vecchia signora (in originale Beware of the Dog) è un romanzo giallo della scrittrice britannica Elizabeth Ferrars, l'ottavo ed ultimo della serie che vede come protagonisti Virginia e Felix Freer.
Pubblicato nel 1992, in Italia è uscito l'anno successivo nella collana Il Giallo Mondadori, con il numero 2296.

## Trama
Helen Lovelock è morta serenamente all'età di ottantotto anni e il suo funerale è seguito da molti amici, i quali si trattengono per il rinfresco a fine cerimonia, preparato  dalla governante di casa, Anna Cox. Nell'occasione, Virginia Freer è tra questi e conosce Nick Duffield, pronipote della defunta, giunto dall'Australia poco tempo prima. Nick non è l'unico parente della Lovelock: c'è anche Kate Galvin, famosa attrice, che tutti aspettano, senza sapere davvero se verrà. A sorpresa, Kate arriva (da New York) e rinnova la conoscenza con Nick, che non vedeva dalla fanciullezza. Al rinfresco partecipano anche una donna di nome Julia Bordman con il figlio Charlie, ma appena vista Kate, i due se ne vanno.
Qualche giorno dopo si svolge un altro raduno di pochi amici della signora Lovelock, invitati a prendere un oggetto in suo ricordo. Virginia decide di adottare il vecchio cane, Boz, e dichiara che verrà a prenderlo il giorno seguente. Invece la mattina dopo riceve una telefonata da Anna e apprende che Kate è morta nel suo letto per un colpo di arma da fuoco e il cane è morto avvelenato. La polizia ha fermato Nick, sospettato dei fatti.  Per testamento, tutti gli averi della prozia vanno egualmente divisi tra Nick e Kate, mentre ad Anna è lasciata una somma annua (insufficiente per una buona sistemazione) e Nick le ha promesso di accollarsi le spese per una buona casa di riposo. Perciò Anna lo vuole scagionato e chiama in aiuto anche Felix, marito di Virginia.
Le indagini svelano altri possibili moventi per la morte di Kate e particolarmente quello di Julia Bordman. Vent'anni prima, la decenne Kate aveva accusato Charlie Bordman, un ragazzo con un leggero deficit mentale, di averla molestata e terrorizzata. Charlie era stato lungamente rinchiuso in manicomio e la madre non aveva mai perdonato quell'atrocità. I signori Hearn, soprattutto la moglie, avevano dovuto differire il loro matrimonio a causa di Kate che, a quanto pare, aveva sedotto Hearn. Infine Paul Kimber, gioiellere dilettante, aveva scoperto che una ricca collana di smeraldi della signora Lovelock era fatta di pietre false e temeva di venire accusato dell'appropriazione degli originali.
Le indagini sono ingarbugliate ma la matassa si dipana improvvisamente quando Felix e Virginia ricevono una visita da Charlie, che si presenta senza la madre. Egli ha trovato una chiave uscita di tasca a Nick, in visita a casa loro. Charlie non sa come fare e i coniugi gli assicurano che provvederanno alla restituzione. Nel colloquio con il giovane disabile questi fa un commento sulle orecchie di Nick e Felix comprende che tutta la storia va letta in modo differente. Lui e Virginia si recano a Brighton, dal medico (ora in pensione) che aveva curato per tanti anni la signora Lovelock: Felix chiede se il dottore ricorda un incidente accaduto al tredicenne Nick in casa della prozia, quando era stato aggredito da un grosso cane. Sì, il medico ricorda: il ragazzino ha riportato varie ferite, ma era rimasta visibile solo una mutilazione ad un orecchio.
È ormai chiaro che il presunto Nick è un impostore: le sue orecchie risultano perfettamente normali. E certamente egli non aveva ingannato Anna e Kate. Però non aveva ucciso Kate: il delitto era opera di Anna che aveva già provveduto a ricattare l'australiano. Quindi aveva avvelenato il cane. Inoltre la sera seguente aveva ingoiato una quantità di sonniferi per simulare un avvelenamento e ostacolare ulteriormente le indagini. Dopo un lungo colloquio con la polizia, Felix e Virginia lasciano il caso e apprendono il seguito dai giornali.

## Personaggi
- Virginia Freer, la narratrice.
- Felix Freer, marito di Virginia.
- Anna Cox, governante della defunta signora Lovelock.
- Nick Duffield, nipote della defunta signora Lovelock.
- Kate Galvin, nipote della defunta signora Lovelock.
- Roderick Hearn, amico della signora Lovelock.
- Margot Hearn, moglie di Roderick.
- Paul Kimber, vicino di casa e amico della signora Lovelock.
- Julia Bordman, amica della signora Lovelock.
- Charlie, figlio di Julia, affetto da grave ritardo mentale.
- Tenente Dawnay, investigatore della polizia di Allingford

## Edizioni
- Elizabeth Ferrars, L'eredità della vecchia signora, traduzione di Elsa Pelitti, collana Il Giallo Mondadori n. 2296, Milano 1993